# Tócame (canción de Coda)
«Tócame» es una canción interpretada por la banda mexicana de rock Coda, que está incluida en su primer álbum de estudio Enciéndelo (1993) y lanzada como el tercer y último sencillo del disco por las discográficas Epic, Sony Music Mexico y sony Latin.

## Origen y significado
La canción fue escrita por Allen Meneses, David Rosas, Ernesto Orozco, Jesus Marquez y Salvador Hurtado, y la letra explora la complejidad del deseo y la conexión emocional entre dos personas.

## Lista de canciones

### CD - Promo[5]
| Tócame — Single |          |          |  |
| N.º             | Título   | Duración |  |
| 1.              | «Tócame» | 3:55     |  |

## Posiciones en las listas
| Listas (1993)                             | Posición |
| ----------------------------------------- | -------- |
| Estados Unidos Billboard Hot Latin Tracks | 25       |
| México Top 100                            | 77       |